# ランチメイト症候群 (映画)
『ランチメイト症候群』（ランチメイトしょうこうぐん）は、2018年制作の日本映画。
「ニューシネマワークショップ 映画クリエイターコース アドバンス」の短編映画実習作品として制作された。
2018年7月14日に開催された「ムビハイ18」での公開後、様々な地域映画祭に出品され、多くの映画祭において入賞を果たしている。
「ダマー国際映画祭」グランプリ受賞作品。
2021年6月18日からは、イオンシネマのWEBコンテンツ「バーチャルシネマ」でも公開されている。

## あらすじ
高校2年生の田辺真由美は、父親の仕事の都合で両親と離れ、祖母と二人暮らし。
ある日、祖母が作ってくれている地味なお弁当をクラスメイトにからかわれてしまった真由美は、トイレの個室で一人で食事をするようになる。
ところが、隣の個室にも真由美と同じように一人で食事をしている子がいるようで…。

## キャスト
- 田辺真由美：渡辺優奈 … 本作の主人公
- 青木友香：森脇里奈 … 真由美の隣人
- 田辺サチ：藤井正子 … 真由美の祖母
- クラスメイト：しみずまこ
- クラスメイト：福井みのり
- クラスメイト：笠原彰人
- 松崎咲和、西本峻一、杉崎春花、田村代志、東山航大、飯田鉱太郎、大関湧、田中陽一郎、渡邊智也、岩本守

## スタッフ
- 監督・脚本：浜崎正育子
- プロデューサー：藤原淳
- 撮影監督：ムラタミツアキ
- 撮影助手：関大輔、佐々木教善
- 照明：渡邊智也
- 録音：根岸摩耶、澤田拓哉、渡邊智也
- 助監督：松本匡史、牧野裕
- 美術：EIJUNKIN、浜崎友彩
- 衣装・ヘアメイク：中谷ゆき、中西美咲
- 制作：日下卓男
- 編集：浜崎正育子、Saiii Chen
- 仕上げ：佐藤稔浮
- 音楽協力：佐々木教善、Saiii Chen
- 撮影協力：永井晋
- 協力：劇団ひまわり、STUDIO view
- 製作：「ランチメイト症候群」製作スタッフ、ニューシネマワークショップ

## 受賞
- 第12回 栃木・蔵の街かど映画祭[2]
  - アワード部門グランプリ
- 第2回 いぶすき映画祭[3]
  - 金のいぶすき賞
  - 審査員特別賞（渡辺優奈）
- 第3回 おおいた自主映画祭[4]
  - 最優秀映画賞
  - 最優秀女優賞（渡辺優奈）
- 第13回 那須アワード[5]
  - 観客賞
- 第3回 渋谷TANPEN映画祭CLIMAXat佐世保[6][7][8]
  - 作品賞ノミネート
  - 最優秀主演女優賞（渡辺優奈）
  - 脚本賞（浜崎正育子）
  - 観客賞 東京 第1位
- 第4回 関前諸島岡村島映画祭[9]
  - 準グランプリ
- 第3回 門真国際映画祭[10]
  - 優秀作品賞
- ダマー国際映画祭2021[1][11]
  - U30グランプリ[注 1]
- 第6回 池袋みらい国際映画祭[12]
  - 地域審査員賞